# 王㞳生
王㞳生（16世紀—17世紀），字子涼，山東濟南府長山縣人，明朝政治人物。

## 生平
王㞳生個性簡靜，崇禎九年（1636年）中式山東鄉試第七十七名舉人，崇禎十三年（1640年）成進士，授直隸如皋知縣，任內養鹿和鶴，儲存書籍數萬卷。之後請休，杜門不出。

## 著作
有《怪石集》二十二卷，宋弼引用稱陳大士寫的《序》指它艱深難明，其後書籍毀於火災，剩下稿本二冊。

## 引用
1. ↑  嘉慶《長山縣志·卷六·選舉志》：王㞳生 崇禎丙子科（舉人），登進士
2. 1 2  嘉慶《長山縣志·卷八·人物志二》：王㞳生，字子涼，登崇禎庚辰進士，除如臯知縣，性簡靜，飼鹿調鶴，積書數萬卷坐卧其下。乞休歸，杜門著書，有《怪石集》行世。 舊志 宋臬使弼云：「《怪石集》二十二卷，無近體。陳大士《序》謂如古篆隸，沉吟往復，終不可得其畍畛，又比之棘端之猴、遮須國王之織。」 按今集祇有稿本二冊，餘燬於火
3. ↑  錢海岳《南明史·卷八十七·列傳第六十三》：時濟南、兗東遺臣……王㞳生，字子涼，崇禎十三年進士。如皋知縣，乞休杜門。